# Lengyelország az 1960. évi nyári olimpiai játékokon
Lengyelország az olaszországi Rómában megrendezett 1960. évi nyári olimpiai játékok egyik részt vevő nemzete volt. Az országot az olimpián 17 sportágban 185 sportoló képviselte, akik összesen 21 érmet szereztek.

## Érmesek
| Érem  | Versenyző                                                                                     | Sportág    | Versenyszám               |
| ----- | --------------------------------------------------------------------------------------------- | ---------- | ------------------------- |
| Arany | Zdzisław Krzyszkowiak                                                                         | Atlétika   | Férfi 3000 m akadály      |
| Arany | Józef Szmidt                                                                                  | Atlétika   | Férfi hármasugrás         |
| Arany | Kazimierz Paździor                                                                            | Ökölvívás  | Könnyűsúly                |
| Arany | Ireneusz Paliński                                                                             | Súlyemelés | 82,5 kg                   |
| Ezüst | Jarosława Jóźwiakowska                                                                        | Atlétika   | Női magasugrás            |
| Ezüst | Elżbieta Krzesińska                                                                           | Atlétika   | Női távolugrás            |
| Ezüst | Jerzy Adamski                                                                                 | Ökölvívás  | Pehelysúly                |
| Ezüst | Tadeusz Walasek                                                                               | Ökölvívás  | Középsúly                 |
| Ezüst | Zbigniew Pietrzykowski                                                                        | Ökölvívás  | Félnehézsúly              |
| Ezüst | Marian Kuszewski Emil Ochyra Jerzy Pawłowski Andrzej Piątkowski Wojciech Zabłocki Ryszard Zub | Vívás      | Férfi kard, csapat        |
| Bronz | Kazimierz Zimny                                                                               | Atlétika   | Férfi 5000 m              |
| Bronz | Tadeusz Rut                                                                                   | Atlétika   | Férfi kalapácsvetés       |
| Bronz | Barbara Sobotta Celina Jesionowska Halina Richter Teresa Wieczorek                            | Atlétika   | Női 4 × 100 m váltó       |
| Bronz | Tadeusz Trojanowski                                                                           | Birkózás   | Szabadfogás, 57 kg        |
| Bronz | Teodor Kocerka                                                                                | Evezés     | Férfi egypárevezős        |
| Bronz | Stefan Kapłaniak Władysław Zieliński                                                          | Kajak-kenu | Férfi kajak kettes 1000 m |
| Bronz | Daniela Walkowiak-Pilecka                                                                     | Kajak-kenu | Női kajak egyes 500 m     |
| Bronz | Brunon Bendig                                                                                 | Ökölvívás  | Harmatsúly                |
| Bronz | Marian Kasprzyk                                                                               | Ökölvívás  | Kisváltósúly              |
| Bronz | Leszek Drogosz                                                                                | Ökölvívás  | Váltósúly                 |
| Bronz | Jan Bochenek                                                                                  | Súlyemelés | 82,5 kg                   |

## Atlétika
Férfi
| Versenyző                                                            | Versenyszám     | Előfutam      | Előfutam      | Negyeddöntő   | Negyeddöntő | Elődöntő | Elődöntő | Döntő   | Döntő    |
| Versenyző                                                            | Versenyszám     | Idő           | Hely.         | Idő           | Hely.       | Idő      | Hely.    | Idő     | Helyezés |
| -------------------------------------------------------------------- | --------------- | ------------- | ------------- | ------------- | ----------- | -------- | -------- | ------- | -------- |
| Marian Foik                                                          | 100 m           | 10,5          | 1.            | 10,4          | 3.          | 10,5     | 4.       | kiesett | kiesett  |
| Marian Foik                                                          | 200 m           | 21,1          | 1.            | 20,9          | 2.          | 21,0     | 2.       | 20,8    | 4.       |
| Jerzy Kowalski                                                       | 400 m           | 48,3          | 2.            | 46,7          | 4.          | kiesett  | kiesett  | kiesett | kiesett  |
| Stanisław Swatowski                                                  | 400 m           | 48,1          | 3.            | 47,4          | 5.          | kiesett  | kiesett  | kiesett | kiesett  |
| Zbigniew Makomaski                                                   | 800 m           | 1:52,5        | 3.            | 1:51,6        | 4.          | kiesett  | kiesett  | kiesett | kiesett  |
| Stefan Lewandowski                                                   | 800 m           | 1:51,6        | 4.            | kiesett       | kiesett     | kiesett  | kiesett  | kiesett | kiesett  |
| Stefan Lewandowski                                                   | 1500 m          | 3:59,3        | 11.           |               |             |          |          | kiesett | kiesett  |
| Zbigniew Orywał                                                      | 1500 m          | nem ért célba | nem ért célba |               |             |          |          | kiesett | kiesett  |
| Zbigniew Orywał                                                      | 800 m           | 1:55,8        | 6.            | kiesett       | kiesett     | kiesett  | kiesett  | kiesett | kiesett  |
| Marian Jochman                                                       | 5000 m          | 14:30,8       | 8.            |               |             |          |          | kiesett | kiesett  |
| Kazimierz Zimny                                                      | 5000 m          | 14:07,4       | 3.            |               |             |          |          | 13:44,8 |          |
| Kazimierz Zimny                                                      | 10 000 m        |               | nem ért célba | nem ért célba |             |          |          |         |          |
| Stanisław Ożóg                                                       | 10 000 m        |               | 30:01,0       | 18.           |             |          |          |         |          |
| Zdzisław Krzyszkowiak                                                | 10 000 m        |               | 28:52,4       | 7.            |             |          |          |         |          |
| Zdzisław Krzyszkowiak                                                | 3000 m akadály  | 8:49,6        | 1.            |               |             |          |          | 8:34,2  |          |
| Jerzy Chromik                                                        | 3000 m akadály  | 9:06,2        | 7.            |               |             |          |          | kiesett | kiesett  |
| Roman Muzyk                                                          | 110 m gát       | 14,8          | 3.            | 14,5          | 4.          | kiesett  | kiesett  | kiesett | kiesett  |
| Wiesław Król                                                         | 400 m gát       | 52,4          | 5.            |               | kiesett     | kiesett  | kiesett  | kiesett |          |
| Zdzisław Kumiszcze                                                   | 400 m gát       | 53,3          | 5.            |               | kiesett     | kiesett  | kiesett  | kiesett |          |
| Marian Foik Jan Jarzembowski Józef Szmidt Jerzy Juskowiak            | 4 × 100 m váltó | kizárták      | kizárták      |               | kiesett     | kiesett  | kiesett  | kiesett |          |
| Edward Bożek Stanisław Swatowski Bogusław Gierajewski Jerzy Kowalski | 4 × 400 m váltó | 3:09,5        | 2.            |               | 3:10,8      | 4.       | kiesett  | kiesett |          |

| Versenyző              | Versenyszám   | Selejtező | Selejtező | Döntő    | Döntő    |
| Versenyző              | Versenyszám   | Eredmény  | Helyezés  | Eredmény | Helyezés |
| ---------------------- | ------------- | --------- | --------- | -------- | -------- |
| Piotr Sobotta          | Magasugrás    | 200 cm    | 12.       | 200 cm   | 15.      |
| Janusz Gronowski       | Rúdugrás      | 420 cm    | =18.      | kiesett  | kiesett  |
| Andrzej Krzesiński     | Rúdugrás      | 430 cm    | =12.      | 430 cm   | 12.      |
| Kazimierz Kropidłowski | Távolugrás    | 737 cm    | 16.       | kiesett  | kiesett  |
| Jan Jaskólski          | Hármasugrás   | 15,04 m   | 24.       | kiesett  | kiesett  |
| Ryszard Malcherczyk    | Hármasugrás   | 15,93 m   | 3.        | 16,01 m  | 6.       |
| Józef Szmidt           | Hármasugrás   | 16,44 m   | 10.       | 16,81 m  |          |
| Eugeniusz Kwiatkowski  | Súlylökés     | 16,71 m   | 16.       | kiesett  | kiesett  |
| Alfred Sosgórnik       | Súlylökés     | 17,06 m   | 10.       | 17,57 m  | 6.       |
| Zenon Begier           | Diszkoszvetés | 53,03 m   | 14.       | 53,18 m  | 14.      |
| Edmund Piątkowski      | Diszkoszvetés | 54,41 m   | 5.        | 55,12 m  | 5.       |
| Olgierd Ciepły         | Kalapácsvetés | 60,61 m   | 14.       | 64,57 m  | 5.       |
| Tadeusz Rut            | Kalapácsvetés | 60,73 m   | 13.       | 65,64 m  |          |
| Zbigniew Radziwonowicz | Gerelyhajítás | 74,86 m   | 10.       | 77,31 m  | 7.       |
| Janusz Sidło           | Gerelyhajítás | 85,14 m   | 1.        | 76,46 m  | 8.       |

Női
| Versenyző                                                              | Versenyszám     | Előfutam | Előfutam | Negyeddöntő | Negyeddöntő     | Elődöntő        | Elődöntő | Döntő   | Döntő    |
| Versenyző                                                              | Versenyszám     | Idő      | Hely.    | Idő         | Hely.           | Idő             | Hely.    | Idő     | Helyezés |
| ---------------------------------------------------------------------- | --------------- | -------- | -------- | ----------- | --------------- | --------------- | -------- | ------- | -------- |
| Barbara Sosgórnik                                                      | 80 m gát        | 11,4     | 2.       |             | 11,3            | 6.              | kiesett  | kiesett |          |
| Teresa Wieczorek                                                       | 80 m gát        | 11,3     | 2.       |             | 11,2            | 5.              | kiesett  | kiesett |          |
| Teresa Wieczorek                                                       | 100 m           | 12,1     | 3.       | 12,0        | 3.              | 11,9            | 5.       | kiesett | kiesett  |
| Halina Richter                                                         | 100 m           | 12,0     | 3.       | 11,9        | 3.              | 11,8            | 4.       | kiesett | kiesett  |
| Halina Richter                                                         | 200 m           | 24,2     | 4.       |             | nem ált rajthoz | nem ált rajthoz | kiesett  | kiesett |          |
| Barbara Janiszewska                                                    | 200 m           | 23,9     | 1.       |             | 24,2            | 3.              | 24,8     | 5.      |          |
| Celina Jesionowska                                                     | 200 m           | 24,3     | 2.       |             | 25,3            | 6.              | kiesett  | kiesett |          |
| Krystyna Nowakowska                                                    | 800 m           | 2:09,7   | 3.       |             |                 |                 |          | kiesett | kiesett  |
| Beata Żbikowska                                                        | 800 m           | 2:09,5   | 2.       |             |                 |                 |          | 2:11,8  | 8.       |
| Zofia Walasek                                                          | 800 m           | 2:16,3   | 6.       |             |                 |                 |          | kiesett | kiesett  |
| Teresa Wieczorek Barbara Janiszewska Celina Jesionowska Halina Richter | 4 × 100 m váltó | 45,3     | 3.       |             |                 |                 |          | 45,0    |          |

| Versenyző              | Versenyszám   | Selejtező | Selejtező | Döntő    | Döntő    |
| Versenyző              | Versenyszám   | Eredmény  | Helyezés  | Eredmény | Helyezés |
| ---------------------- | ------------- | --------- | --------- | -------- | -------- |
| Jarosława Jóźwiakowska | Magasugrás    | 165 cm    | =4.       | 171 cm   | =        |
| Elżbieta Krzesińska    | Távolugrás    | 613 cm    | 4.        | 627 cm   |          |
| Maria Kusion-Bibro     | Távolugrás    | 592 cm    | 11.       | 586 cm   | 13.      |
| Maria Piątkowska       | Távolugrás    | 595 cm    | 10.       | 598 cm   | 11.      |
| Jadwiga Klimaj         | Súlylökés     | 14,85 m   | 9.        | 14,66 m  | 10.      |
| Eugenia Rusin          | Súlylökés     | 14,50 m   | 12.       | 14,55 m  | 11.      |
| Kazimiera Rykowska     | Diszkoszvetés | 46,75 m   | 13.       | kiesett  | kiesett  |
| Urszula Figwer         | Gerelyhajítás | 48,04 m   | 13.       | 52,33 m  | 5.       |

## Birkózás
Kötöttfogású
| Versenyző             | Versenyszám | 1. forduló                         | 1. forduló | 1. forduló | 2. forduló                               | 2. forduló | 2. forduló | 3. forduló                      | 3. forduló | 3. forduló | 4. forduló                     | 4. forduló | 4. forduló | 5. forduló              | 5. forduló | 5. forduló | 6. forduló        | 6. forduló | 6. forduló | Döntő                    | Döntő   | Döntő   | Helyezés |
| Versenyző             | Versenyszám | Ellenfél Eredmény                  | Pont       | Hely.      | Ellenfél Eredmény                        | Pont       | Hely.      | Ellenfél Eredmény               | Pont       | Hely.      | Ellenfél Eredmény              | Pont       | Hely.      | Ellenfél Eredmény       | Pont       | Hely.      | Ellenfél Eredmény | Pont       | Hely.      | Ellenfél Eredmény        | Pont    | Hely.   | Helyezés |
| --------------------- | ----------- | ---------------------------------- | ---------- | ---------- | ---------------------------------------- | ---------- | ---------- | ------------------------------- | ---------- | ---------- | ------------------------------ | ---------- | ---------- | ----------------------- | ---------- | ---------- | ----------------- | ---------- | ---------- | ------------------------ | ------- | ------- | -------- |
| Stefan Hajduk         | 52 kg       | Heikki Hakola (FIN) · 2-2          | 2          | =8.        | Jørgen Jensen (DEN) · 1-3                | 3          | =7.        | Mohammad Paziraei (IRI) · 3-1   | 6          | =10.       | kiesett                        | kiesett    | kiesett    |                         |            |            |                   |            |            | kiesett                  | kiesett | kiesett | 10.      |
| Bernard Knitter       | 57 kg       | Gilberto Gramellini (ITA) · 3-1    | 3          | =16.       | Reino Tuominen (FIN) · kétvállas         | 3          | 12.        | Icsigucsi Maszamicu (JPN) · 2-2 | 5          | =10.       | Hódos Imre (HUN) · feladta     | 5          | =5.        | Ion Cernea (ROU) · 3-1  | 8          | =7.        |                   |            |            | kiesett                  | kiesett | kiesett | 7.       |
| Kazimierz Macioch     | 62 kg       | Rudolf Pedersen (DEN) · 3-1        | 3          | =15.       | Müzahir Sille (TUR) · 3-1                | 6          | =19.       | kiesett                         | kiesett    | kiesett    | kiesett                        | kiesett    | kiesett    | kiesett                 | kiesett    | kiesett    | kiesett           | kiesett    | kiesett    | kiesett                  | kiesett | kiesett | 19.      |
| Ernest Gondzik        | 67 kg       | Erik Thomsen (DEN) · 1-3           | 1          | =3.        | Dimitar Stoyanov (BUL) · 2-2             | 3          | =5.        | Adil Güngör (TUR) · 2-2         | 5          | =8.        | Mitsuharu Kitamura (JPN) · 2-2 | 7          | =6.        | kiesett                 | kiesett    | kiesett    |                   |            |            | kiesett                  | kiesett | kiesett | 5.       |
| Edward Żuławnik       | 73 kg       | René Schiermeyer (FRA) · kétvállas | 4          | =25.       | Sam Azoulay (MAR) · visszalépett         | 8          | =25.       | kiesett                         | kiesett    | kiesett    | kiesett                        | kiesett    | kiesett    | kiesett                 | kiesett    | kiesett    | kiesett           | kiesett    | kiesett    | kiesett                  | kiesett | kiesett | 25.      |
| Bolesław Dubicki      | 79 kg       | Oddvar Barlie (NOR) · 2-2          | 2          | =10.       | Hammou Haddaoui Khadir (MAR) · kétvállas | 2          | =7.        | Pentti Punkari (FIN) · 1-3      | 3          | =4.        | Ion Ţăranu (ROU) · 2-2         | 5          | 6.         | Kazım Ayvaz (TUR) · 2-2 | 7          | =5.        | kiesett           | kiesett    | kiesett    | kiesett                  | kiesett | kiesett | 5.       |
| Włodzimierz Smoliński | 87 kg       | Krali Bimbalov (BUL) · 3-1         | 3          | =10.       | Antonio Cerroni (ITA) · 1-3              | 4          | =10.       | Tevfik Kiş (TUR) · 3-1          | 7          | 11.        | kiesett                        | kiesett    | kiesett    | kiesett                 | kiesett    | kiesett    |                   |            |            | kiesett                  | kiesett | kiesett | 11.      |
| Lucjan Sosnowski      | +87 kg      | Viktor Ahven (FIN) · 1-3           | 1          | =3.        | Kanji Shigeoka (JPN) · kétvállas         | 1          | =1.        | Radoszlav Kaszabov (BUL) · 2-2  | 3          | =2.        |                                |            |            |                         |            |            |                   |            |            | Kozma István (HUN) · 3-1 | 6       | 5.      | 5.       |

Szabadfogású
| Versenyző           | Versenyszám | 1. forduló                         | 1. forduló | 1. forduló | 2. forduló                         | 2. forduló | 2. forduló | 3. forduló                           | 3. forduló | 3. forduló | 4. forduló        | 4. forduló | 4. forduló | 5. forduló                | 5. forduló | 5. forduló | 6. forduló        | 6. forduló | 6. forduló | Döntő                       | Döntő   | Döntő   | Helyezés |
| Versenyző           | Versenyszám | Ellenfél Eredmény                  | Pont       | Hely.      | Ellenfél Eredmény                  | Pont       | Hely.      | Ellenfél Eredmény                    | Pont       | Hely.      | Ellenfél Eredmény | Pont       | Hely.      | Ellenfél Eredmény         | Pont       | Hely.      | Ellenfél Eredmény | Pont       | Hely.      | Ellenfél Eredmény           | Pont    | Hely.   | Helyezés |
| ------------------- | ----------- | ---------------------------------- | ---------- | ---------- | ---------------------------------- | ---------- | ---------- | ------------------------------------ | ---------- | ---------- | ----------------- | ---------- | ---------- | ------------------------- | ---------- | ---------- | ----------------- | ---------- | ---------- | --------------------------- | ------- | ------- | -------- |
| Lesław Kropp        | 52 kg       | Jorge Rosado (MEX) · kétvállas     | 0          | =1.        | André Zoete (FRA) · kétvállas      | 4          | =10.       | Ebrahim Szeifpour (IRI) · kétvállas  | 8          | =11.       | kiesett           | kiesett    | kiesett    | kiesett                   | kiesett    | kiesett    | kiesett           | kiesett    | kiesett    | kiesett                     | kiesett | kiesett | 11.      |
| Tadeusz Trojanowski | 57 kg       | Paul Hänni (SUI) · kétvállas       | 0          | =1.        | Geoffrey Jameson (AUS) · kétvállas | 0          | =1.        | Fred Kämmerer (EUA) · 1-3            | 1          | 2.         | erőnyerő          | 1          | =1.        | Nezsdet Zalev (BUL) · 3-1 | 4          | 2.         |                   |            |            | Terrence McCann (USA) · 3-1 | 7       | 3.      |          |
| Jan Żurawski        | 62 kg       | Tamiji Sato (JPN) · 3-1            | 3          | =15.       | Abe Geldenhuys (RSA) · 1-3         | 4          | =14.       | Muhammad Akhtar (PAK) · 3-1          | 7          | =12.       | kiesett           | kiesett    | kiesett    | kiesett                   | kiesett    | kiesett    | kiesett           | kiesett    | kiesett    | kiesett                     | kiesett | kiesett | 12.      |
| Jan Kuczyński       | 67 kg       | Vlagyimir Szinyavszkij (URS) · 3-1 | 3          | =13.       | Kazuo Abe (JPN) · kétvállas        | 7          | =20.       | kiesett                              | kiesett    | kiesett    | kiesett           | kiesett    | kiesett    | kiesett                   | kiesett    | kiesett    |                   |            |            | kiesett                     | kiesett | kiesett | 20.      |
| Lucjan Sosnowski    | +87 kg      | Hamit Kaplan (TUR) · kétvállas     | 4          | =11.       | erőnyerő                           | 4          | =9.        | Pietro Marascalchi (ITA) · kétvállas | 8          | =10.       | kiesett           | kiesett    | kiesett    | kiesett                   | kiesett    | kiesett    |                   |            |            | kiesett                     | kiesett | kiesett | 10.      |

## Evezés
| Versenyző                                                                   | Versenyszám              | Előfutam | Előfutam | Vigaszág | Vigaszág | Döntő   | Döntő   | Helyezés    |
| Versenyző                                                                   | Versenyszám              | Idő      | Hely.    | Idő      | Hely.    | Idő     | Hely.   | Helyezés    |
| --------------------------------------------------------------------------- | ------------------------ | -------- | -------- | -------- | -------- | ------- | ------- | ----------- |
| Teodor Kocerka                                                              | Egypárevezős             | 7:33,38  | 3.       | 7:24,31  | 1.       | 7:21,26 | 3.      |             |
| Benedykt Augustyniak Kazimierz Neumann Bogdan Poniatowski Antoni Rosołowicz | Kormányos nélküli négyes | 6:34,20  | 3.       | 6:48,50  | 3.       | kiesett | kiesett | helyezetlen |

## Gyeplabda
| Lengyel férfi gyeplabdacsapat-játékoskeret                                                                           | Lengyel férfi gyeplabdacsapat-játékoskeret                                                                         |
| --- | --- |
| - Kazimierz Dąbrowski - Alfons Flinik - Henryk Flinik - Jan Flinik - Jan Górny - Czesław Kubiak - Narcyz Maciaszczyk | - Ryszard Marzec - Roman Micał - Włodzimierz Różański - Władysław Śmigielski - Leon Wiśniewski - Zdzisław Wojdylak |

### Eredmények
| Színmagyarázat                                                                                           |
| --- |
| A csoportok első két helyezettje bejutott a negyeddöntőbe.                                               |
| A csoportok harmadik helyezettjei a 9–12. helyért, a negyedik helyezettjei a 13–16. helyért játszhattak. |

Csoportkör
B csoport
| Csapat              | M | Gy | D | V | G+ | G– | Gk  | P |
| ------------------- | - | -- | - | - | -- | -- | --- | - |
| Pakisztán (PAK)     | 3 | 3  | 0 | 0 | 21 | 0  | +21 | 6 |
| Ausztrália (AUS)    | 3 | 1  | 1 | 1 | 9  | 5  | +4  | 3 |
| Lengyelország (POL) | 3 | 1  | 1 | 1 | 3  | 10 | –7  | 3 |
| Japán (JPN)         | 3 | 0  | 0 | 3 | 2  | 20 | –18 | 0 |

| 1960. augusztus 26. 15:00 | Lengyelország (POL)         | 2 – 1   | Japán (JPN) | Stadio dei Marmi Játékvezetők: Lichtenfeld (GER), Schinner (GER) |
| 1960. augusztus 26. 15:00 | Flinik 33' · Wiśniewski 56' | (1 – 0) | Iijima 68'  | Stadio dei Marmi Játékvezetők: Lichtenfeld (GER), Schinner (GER) |

| 1960. augusztus 29. 16:30 | Pakisztán (PAK)                                                          | 8 – 0   | Lengyelország (POL) | Stadio dei Marmi Játékvezetők: Whitelaw (GBR), McIldowie (RSA) |
| 1960. augusztus 29. 16:30 | Hamid 6', 24', 55' · Alam 18' · M. Khan 22' · Vahid 45', 69' · Bunda 60' | (4 – 0) |                     | Stadio dei Marmi Játékvezetők: Whitelaw (GBR), McIldowie (RSA) |

| 1960. szeptember 1. 16:30 | Ausztrália (AUS) | 1 – 1   | Lengyelország (POL) | Olympic Velodrome Játékvezetők: Asselman (BEL), de Bourguignon (BEL) |
| 1960. szeptember 1. 16:30 | Crossman 62'     | (0 – 0) | Kubiak 48'          | Olympic Velodrome Játékvezetők: Asselman (BEL), de Bourguignon (BEL) |

Rájátszás a második helyért
| 1960. szeptember 3. 08:30 | Ausztrália (AUS)          | 2 – 0   | Lengyelország (POL) | Campo Tre Fontane Játékvezetők: McIldowie (RSA), Whitelaw (GBR) |
| 1960. szeptember 3. 08:30 | Crossman 55' · Currie 66' | (0 – 0) |                     | Campo Tre Fontane Játékvezetők: McIldowie (RSA), Whitelaw (GBR) |

A 9–12. helyért
Lengyelország nem vett részt a további küzdelmekben, ezért hivatalosan a 12. helyen végzett.
| Csapat              | M | Gy | D | V | G+ | G– | Gk | P |
| ------------------- | - | -- | - | - | -- | -- | -- | - |
| Hollandia (NED)     | 2 | 2  | 0 | 0 | 4  | 1  | +3 | 4 |
| Franciaország (FRA) | 2 | 1  | 0 | 1 | 1  | 2  | –1 | 2 |
| Belgium (BEL)       | 2 | 0  | 0 | 2 | 1  | 3  | –2 | 0 |

| Csapat              | Helyezés |
| ------------------- | -------- |
| Lengyelország (POL) | 12.      |

## Kajak-kenu
Férfi
| Versenyző                                                              | Versenyszám           | Előfutam | Előfutam | Vigaszág | Vigaszág | Elődöntő | Elődöntő | Döntő   | Döntő    |
| Versenyző                                                              | Versenyszám           | Idő      | Hely.    | Idő      | Hely.    | Idő      | Hely.    | Idő     | Helyezés |
| ---------------------------------------------------------------------- | --------------------- | -------- | -------- | -------- | -------- | -------- | -------- | ------- | -------- |
| Ryszard Skwarski                                                       | Kajak egyes 1000 m    | 4:12,70  | 5.       | 4:06,99  | 1.       | 4:09,26  | 5.       | kiesett | kiesett  |
| Stefan Kapłaniak Władysław Zieliński                                   | Kajak kettes 1000 m   | 3:39,41  | 3.       | erőnyerő | erőnyerő | 3:48,62  | 1.       | 3:37,34 |          |
| Stefan Kapłaniak Władysław Zieliński Ryszard Skwarski Ryszard Marchlik | Kajak váltó 4 × 500 m | 8:06,98  | 4.       | 8:06,80  | 2.       | 7:57,54  | 2.       | 7:49,93 | 4.       |

Női
| Versenyző                                  | Versenyszám        | Előfutam | Előfutam | Vigaszág | Vigaszág | Elődöntő | Elődöntő | Döntő   | Döntő    |
| Versenyző                                  | Versenyszám        | Idő      | Hely.    | Idő      | Hely.    | Idő      | Hely.    | Idő     | Helyezés |
| ------------------------------------------ | ------------------ | -------- | -------- | -------- | -------- | -------- | -------- | ------- | -------- |
| Daniela Walkowiak-Pilecka                  | Kajak egyes 500 m  | 2:15,34  | 1.       | erőnyerő | erőnyerő | 2:11,07  | 1.       | 2:10,46 |          |
| Daniela Walkowiak-Pilecka Janina Mendalska | Kajak kettes 500 m | 2:01,03  | 1.       | erőnyerő | erőnyerő |          |          | 1:59,03 | 4.       |

## Kerékpározás

### Országúti kerékpározás
| Versenyző                                                            | Versenyszám     | Idő             | Helyezés      |
| -------------------------------------------------------------------- | --------------- | --------------- | ------------- |
| Jan Chtiej                                                           | Mezőnyverseny   | 4:25:44 (+5:07) | 54.           |
| Bogusław Fornalczyk                                                  | Mezőnyverseny   | 4:20:57 (+0:20) | 11.           |
| Stanisław Gazda                                                      | Mezőnyverseny   | 4:20:57 (+0:20) | 6.            |
| Wiesław Podobas                                                      | Mezőnyverseny   | nem ért célba   | nem ért célba |
| Jan Chtiej Bogusław Fornalczyk Wiesław Podobas Mieczysław Wilczewski | Csapat időfutam | 2:23:44,16      | 10.           |

## Kosárlabda
| Lengyel férfi kosárlabdacsapat-játékoskeret                                                                         | Lengyel férfi kosárlabdacsapat-játékoskeret                                                                              |
| --- | --- |
| - Zbigniew Dregier - Mieczysław Łopatka - Jerzy Młynarczyk - Andrzej Nartowski - Ryszard Olszewski - Tadeusz Pacuła | - Jerzy Piskun - Bohdan Przywarski - Andrzej Pstrokoński - Krzysztof Sitkowski - Dariusz Świerczewski - Janusz Wichowski |

### Eredmények
Csoportkör
D csoport
| Csapat               | M | Gy | V | P+  | P–  | Pk  |
| -------------------- | - | -- | - | --- | --- | --- |
| Uruguay (URU)        | 3 | 2  | 1 | 228 | 225 | +3  |
| Lengyelország (POL)  | 3 | 2  | 1 | 233 | 207 | +26 |
| Fülöp-szigetek (PHI) | 3 | 1  | 2 | 228 | 248 | –20 |
| Spanyolország (ESP)  | 3 | 1  | 2 | 222 | 231 | –9  |

| 1960. augusztus 26. 14:30 | Lengyelország (POL) | 86 – 68 | Fülöp-szigetek (PHI) |  |
| 1960. augusztus 26. 14:30 | (44 – 31)           |         |                      |  |

| 1960. augusztus 27. 20:00 | Uruguay (URU) | 76 – 72 | Lengyelország (POL) |  |
| 1960. augusztus 27. 20:00 | (39 – 38)     |         |                     |  |

| 1960. augusztus 29. 16:00 | Lengyelország (POL) | 75 – 63 | Spanyolország (ESP) |  |
| 1960. augusztus 29. 16:00 | (37 – 22)           |         |                     |  |

Középdöntő
E csoport
| Csapat              | M | Gy | V | P+  | P–  | Pk  |
| ------------------- | - | -- | - | --- | --- | --- |
| Brazília (BRA)      | 3 | 3  | 0 | 240 | 221 | +19 |
| Olaszország (ITA)   | 3 | 2  | 1 | 226 | 216 | +10 |
| Csehszlovákia (TCH) | 3 | 1  | 2 | 236 | 237 | –1  |
| Lengyelország (POL) | 3 | 0  | 3 | 211 | 239 | –28 |

| 1960. szeptember 1. 23:00 | Csehszlovákia (TCH) | 88 – 75 | Lengyelország (POL) |  |
| 1960. szeptember 1. 23:00 | (44 – 30)           |         |                     |  |

| 1960. szeptember 2. 20:00 | Brazília (BRA) | 77 – 68 | Lengyelország (POL) |  |
| 1960. szeptember 2. 20:00 | (39 – 46)      |         |                     |  |

| 1960. szeptember 3. 20:00 | Olaszország (ITA) | 74 – 68 | Lengyelország (POL) |  |
| 1960. szeptember 3. 20:00 | (40 – 32)         |         |                     |  |

Az 5–8. helyért
| 1960. szeptember 7. 22:30 | Jugoszlávia (YUG) | 95 – 81 | Lengyelország (POL) |  |
| 1960. szeptember 7. 22:30 | (55 – 44)         |         |                     |  |

| 1960. szeptember 9. 21:00 | Lengyelország (POL) | 64 – 62 | Uruguay (URU) |  |
| 1960. szeptember 9. 21:00 | (35 – 31)           |         |               |  |

A táblázat tartalmazza a középdöntőben lejátszott Csehszlovákia – Lengyelország 88–75-ös eredményt.
| Csapat              | M | Gy | V | P+  | P–  | Pk  |
| ------------------- | - | -- | - | --- | --- | --- |
| Csehszlovákia (TCH) | 3 | 3  | 0 | 284 | 240 | +44 |
| Jugoszlávia (YUG)   | 3 | 2  | 1 | 282 | 262 | +20 |
| Lengyelország (POL) | 3 | 1  | 2 | 220 | 245 | –25 |
| Uruguay (URU)       | 3 | 0  | 3 | 217 | 256 | –39 |

| Csapat              | Helyezés |
| ------------------- | -------- |
| Lengyelország (POL) | 7.       |

## Labdarúgás
| Lengyel labdarúgócsapat-játékoskeret                                                                                       | Lengyel labdarúgócsapat-játékoskeret                                                                                  |
| --- | --- |
| - Lucjan Brychczy - Zygmunt Gadecki - Ryszard Grzegorczyk - Stanisław Hachorek - Roman Lentner - Hubert Pala - Ernest Pohl | - Tomasz Stefaniszyn - Marceli Strzykalski - Henryk Szczepański - Edward Szymkowiak - Edmund Zientara - Jerzy Woźniak |

### Eredmények
Csoportkör
C csoport
| Csapat        | M | Gy | D | V | G+ | G– | Gk | P |
| ------------- | - | -- | - | - | -- | -- | -- | - |
| Dánia         | 3 | 3  | 0 | 0 | 8  | 4  | +4 | 6 |
| Argentína     | 3 | 2  | 0 | 1 | 6  | 4  | +2 | 4 |
| Lengyelország | 3 | 1  | 0 | 2 | 7  | 5  | +2 | 2 |
| Tunézia       | 3 | 0  | 0 | 3 | 3  | 11 | –8 | 0 |

| 1960. augusztus 26. 16:00 |

| Lengyelország (POL)                  | 6–1               | Tunézia   |
| ------------------------------------ | ----------------- | --------- |
| Pohl 7' 40' 42' 84' 89' Hachorek 67' | (3–1) Jegyzőkönyv | Kerrit 3' |

| Róma Nézőszám: 3 000 Játékvezető: Lo Bello (olasz) |

| 1960. augusztus 29. 21:00 |

| Dánia (DEN)                     | 2–1               | Lengyelország |
| ------------------------------- | ----------------- | ------------- |
| Harald Nielsen 15' Pedersen 86' | (1–0) Jegyzőkönyv | Gadecki 62'   |

| Livorno Nézőszám: 3 700 Játékvezető: Lo Bello (olasz) |

| 1960. szeptember 1. 21:00 |

| Argentína (ARG)       | 2–0               | Lengyelország |
| --------------------- | ----------------- | ------------- |
| Oleniak 38' Pérez 55' | (1–0) Jegyzőkönyv |               |

| Nápoly Nézőszám: 10 000 Játékvezető: S. Garan (török) |

| Csapat              | Helyezés |
| ------------------- | -------- |
| Lengyelország (POL) | 10.      |

## Lovaglás
Lovastusa
| Versenyző                                                              | Ló                         | Versenyszám | Díjlovaglás | Díjlovaglás | Tereplovaglás | Tereplovaglás | Díjugratás    | Díjugratás    | Végeredmény | Végeredmény |
| Versenyző                                                              | Ló                         | Versenyszám | Bünt.       | Hely.       | Bünt.         | Hely.         | Bünt.         | Hely.         | Bünt.       | Helyezés    |
| ---------------------------------------------------------------------- | -------------------------- | ----------- | ----------- | ----------- | ------------- | ------------- | ------------- | ------------- | ----------- | ----------- |
| Marian Babirecki                                                       | Volt                       | Egyéni      | -127,00     | 33.         | 61,60         | 7.            | -20,00        | =22.          | -85,40      | 8.          |
| Andrzej Kobyliński                                                     | Wolborz                    | Egyéni      | -124,00     | 28.         | kizárták      | kizárták      | kiesett       | kiesett       | kiesett     | kiesett     |
| Andrzej Orłoś                                                          | Krokosz                    | Egyéni      | -135,51     | 42.         | -22,00        | 19.           | nem ért célba | nem ért célba | kiesett     | kiesett     |
| Marek Roszczynialski                                                   | Wizma                      | Egyéni      | -153,51     | =59.        | kizárták      | kizárták      | kiesett       | kiesett       | kiesett     | kiesett     |
| Marian Babirecki Andrzej Kobyliński Andrzej Orłoś Marek Roszczynialski | Volt Wolborz Krokosz Wizma | Csapat      | -386,51     | 12.         | nem ért célba | nem ért célba | kiesett       | kiesett       | kiesett     | kiesett     |

## Műugrás
Férfi
| Versenyző        | Versenyszám        | Selejtező | Selejtező | Elődöntő | Elődöntő | Elődöntő | Döntő   | Döntő   | Döntő    |
| Versenyző        | Versenyszám        | Pont      | Helyezés  | Pont     | Össz.    | Helyezés | Pont    | Össz.   | Helyezés |
| ---------------- | ------------------ | --------- | --------- | -------- | -------- | -------- | ------- | ------- | -------- |
| Jerzy Kowalewski | Egyéni műugrás     | 46,54     | 25.       | kiesett  | kiesett  | kiesett  | kiesett | kiesett | kiesett  |
| Jerzy Kowalewski | Egyéni toronyugrás | 51,24     | 12.       | 35,98    | 87,22    | 15.      | kiesett | kiesett | kiesett  |

## Ökölvívás
| Versenyző              | Versenyszám   | Selejtező         | 32-es főtábla                        | Nyolcaddöntő                  | Negyeddöntő                      | Elődöntő                             | Döntő                       | Helyezés |
| Versenyző              | Versenyszám   | Ellenfél Eredmény | Ellenfél Eredmény                    | Ellenfél Eredmény             | Ellenfél Eredmény                | Ellenfél Eredmény                    | Ellenfél Eredmény           | Helyezés |
| ---------------------- | ------------- | ----------------- | ------------------------------------ | ----------------------------- | -------------------------------- | ------------------------------------ | --------------------------- | -------- |
| Henryk Kukier          | Légsúly       | erőnyerő          | Manfred Homberg (EUA) · 0-5          | kiesett                       | kiesett                          | kiesett                              | kiesett                     | 17.      |
| Brunon Bendig          | Harmatsúly    | erőnyerő          | John Sentongo (UGA) · 5-0            | Johannes de Rooij (NED) · 5-0 | Horst Rascher (EUA) · 3-2        | Oleg Grigorjev (URS) · 1-4           | kiesett                     |          |
| Jerzy Adamski          | Pehelysúly    |                   | Mohandas Liyanage Sumith (CEY) · 5-0 | Shinetsu Suzuki (JPN) · 5-0   | Ernst Chervet (SUI) · 5-0        | William Meyers (RSA) · 4-1           | Francesco Musso (ITA) · 1-4 |          |
| Kazimierz Paździor     | Könnyűsúly    | erőnyerő          | Taha Abdul Karim (IRQ) · 5-0         | Harry Lempio (EUA) · 4-1      | Salah Shokweir (RAU) · 5-0       | Richard McTaggart (GBR) · 3-2        | Sandro Lopopolo (ITA) · 4-1 |          |
| Marian Kasprzyk        | Kisváltósúly  | erőnyerő          | Carmelo García (ESP) · KO            | Pál György (HUN) · 5-0        | Vladimir Jengibarján (URS) · 5-0 | Clement Quartey (GHA) · visszalépett | kiesett                     |          |
| Leszek Drogosz         | Váltósúly     | erőnyerő          | Benny Nielsen (DEN) · 5-0            | Ghasem Yavarkandi (IRI) · 5-0 | Henry Loubscher (RSA) · 5-0      | Jurij Radonyak (URS) · 2-3           | kiesett                     |          |
| Henryk Dampc           | Nagyváltósúly |                   | Leif Hansen (DEN) · 4-1              | Michael Reid (IRL) · 5-0      | William Fisher (GBR) · 1-4       | kiesett                              | kiesett                     | 5.       |
| Tadeusz Walasek        | Középsúly     |                   | Sultan Mahmoud (PAK) · 5-0           | Teifion Davies (AUS) · 5-0    | Frik van Rooyen (RSA) · 5-0      | Jevgenyij Feofanov (URS) · 4-1       | Edward Crook (USA) · 2-3    |          |
| Zbigniew Pietrzykowski | Félnehézsúly  |                   | Carl Crawford (GUY) · 5-0            | Emil Willer (EUA) · 5-0       | Petar Spasov (BUL) · 5-0         | Giulio Saraudi (ITA) · 4-1           | Cassius Clay (USA) · 0-5    |          |
| Władysław Jędrzejewski | Nehézsúly     |                   | erőnyerő                             | Daniel Bekker (RSA) · KO      | kiesett                          | kiesett                              | kiesett                     | 9.       |

## Öttusa
| Versenyző                                                  | Versenyszám | Lovaglás | Lovaglás | Lovaglás | Lovaglás | Vívás    | Vívás | Vívás | Lövészet | Lövészet | Lövészet | Úszás  | Úszás | Úszás | Futás   | Futás | Futás | Összesen    | Összesen |
| Versenyző                                                  | Versenyszám | Idő      | Bünt.    | Pont     | Hely.    | Eredmény | Pont  | Hely. | Pontszám | Pont     | Hely.    | Idő    | Pont  | Hely. | Idő     | Pont  | Hely. | Összes pont | Helyezés |
| ---------------------------------------------------------- | ----------- | -------- | -------- | -------- | -------- | -------- | ----- | ----- | -------- | -------- | -------- | ------ | ----- | ----- | ------- | ----- | ----- | ----------- | -------- |
| Kazimierz Mazur                                            | Egyéni      | 8:17,1   | 0        | 1129     | 9.       | 25–32    | 586   | 40.   | 193      | 960      | 2.       | 4:58,0 | 710   | 47.   | 14:18,0 | 1126  | 10.   | 4511        | 20.      |
| Kazimierz Paszkiewicz                                      | Egyéni      | 8:35,0   | 0        | 1075     | 16.      | 24–33    | 563   | 42.   | 187      | 840      | 17.      | 3:58,9 | 1010  | 5.    | 14:24,0 | 1108  | 15.   | 4596        | 14.      |
| Stanisław Przybylski                                       | Egyéni      | 8:03,0   | 60       | 1111     | 13.      | 32–25    | 747   | 19.   | 188      | 860      | 12.      | 4:37,0 | 815   | 39.   | 13:54,0 | 1198  | 3.    | 4731        | 7.       |
| Kazimierz Mazur Kazimierz Paszkiewicz Stanisław Przybylski | Csapat      |          |          | 3315     | 3.       |          | 1804  | 10.   |          | 2660     | 1.       |        | 2535  | 12.   |         | 3432  | 3.    | 13746       | 5.       |

## Sportlövészet
Férfi
| Versenyző        | Versenyszám                    | Selejtező | Selejtező | Selejtező | Döntő | Döntő    |
| Versenyző        | Versenyszám                    | Csoport   | Pont      | Helyezés  | Pont  | Helyezés |
| ---------------- | ------------------------------ | --------- | --------- | --------- | ----- | -------- |
| Czesław Zając    | Gyorstüzelő pisztoly           |           |           |           | 582   | 7.       |
| Stanisław Romik  | Szabadpisztoly                 | A         | 365       | 2.        | 548   | 5.       |
| Andrzej Tomza    | Szabadpisztoly                 | B         | 347       | 13.       | 530   | 28.      |
| Stefan Masztak   | Szabadpuska, összetett (300 m) | A         | 550       | 7.        | 1105  | 13.      |
| Henryk Górski    | Szabadpuska, összetett (300 m) | B         | 543       | 14.       | 1098  | 17.      |
| Henryk Górski    | Sportpuska, összetett          | B         | 554       | 14.       | 1122  | 19.      |
| Henryk Górski    | Sportpuska, fekvő              | A         | 384       | 17.       | 583   | 13.      |
| Jerzy Nowicki    | Sportpuska, fekvő              | B         | 381       | 24.       | 579   | 26.      |
| Jerzy Nowicki    | Sportpuska, összetett          | A         | 565       | 3.        | 1137  | 5.       |
| Adam Smelczyński | Trap                           |           | 88        | =24.      | 184   | 7.       |

## Súlyemelés
| Versenyző            | Versenyszám | Nyomás   | Nyomás   | Szakítás | Szakítás | Lökés    | Lökés    | Összesen | Helyezés |
| Versenyző            | Versenyszám | Eredmény | Helyezés | Eredmény | Helyezés | Eredmény | Helyezés | Összesen | Helyezés |
| -------------------- | ----------- | -------- | -------- | -------- | -------- | -------- | -------- | -------- | -------- |
| Marian Jankowski     | 56 kg       | 92,5     | =8.      | 100,0    | =4.      | 130,0    | =11.     | 322,5    | 5.       |
| Waldemar Baszanowski | 67,5 kg     | 105,0    | =19.     | 117,5    | 2.       | 147,5    | =4.      | 370,0    | 5.       |
| Marian Zieliński     | 67,5 kg     | 115,0    | =4.      | 110,0    | =5.      | 150,0    | =2.      | 375,0    | 4.       |
| Krzysztof Beck       | 75 kg       | 135,0    | =2.      | 117,5    | 8.       | 147,5    | 11.      | 400,0    | 5.       |
| Jan Bochenek         | 82,5 kg     | 130,0    | =2.      | 120,0    | =7.      | 170,0    | 2.       | 420,0    |          |
| Ireneusz Paliński    | 82,5 kg     | 130,0    | =2.      | 132,5    | =1.      | 180,0    | 1.       | 442,5    |          |
| Czesław Białas       | 90 kg       | 130,0    | =9.      | 122,5    | 9.       | 157,5    | 9.       | 410,0    | 7.       |

## Torna
Férfi
| Versenyző                                                                                     | Versenyszám      | Selejtező | Selejtező | Döntő    | Döntő    |
| Versenyző                                                                                     | Versenyszám      | Pontszám  | Helyezés  | Pontszám | Helyezés |
| --------------------------------------------------------------------------------------------- | ---------------- | --------- | --------- | -------- | -------- |
| Ernest Hawełek                                                                                | Talaj            | 18,05     | =66.      | kiesett  | kiesett  |
| Ernest Hawełek                                                                                | Ugrás            | 18,00     | =52.      | kiesett  | kiesett  |
| Ernest Hawełek                                                                                | Korlát           | 17,80     | =78.      | kiesett  | kiesett  |
| Ernest Hawełek                                                                                | Nyújtó           | 18,50     | =38.      | kiesett  | kiesett  |
| Ernest Hawełek                                                                                | Gyűrű            | 18,25     | =55.      | kiesett  | kiesett  |
| Ernest Hawełek                                                                                | Lólengés         | 17,95     | =62.      | kiesett  | kiesett  |
| Ernest Hawełek                                                                                | Egyéni összetett |           |           | 108,55   | 60.      |
| Jerzy Jokiel                                                                                  | Talaj            | 18,90     | =10.      | kiesett  | kiesett  |
| Jerzy Jokiel                                                                                  | Ugrás            | 18,00     | =52.      | kiesett  | kiesett  |
| Jerzy Jokiel                                                                                  | Korlát           | 18,10     | =60.      | kiesett  | kiesett  |
| Jerzy Jokiel                                                                                  | Nyújtó           | 17,65     | =84.      | kiesett  | kiesett  |
| Jerzy Jokiel                                                                                  | Gyűrű            | 18,00     | =73.      | kiesett  | kiesett  |
| Jerzy Jokiel                                                                                  | Lólengés         | 17,80     | =73.      | kiesett  | kiesett  |
| Jerzy Jokiel                                                                                  | Egyéni összetett |           |           | 108,45   | =61.     |
| Andrzej Konopka                                                                               | Talaj            | 18,50     | =26.      | kiesett  | kiesett  |
| Andrzej Konopka                                                                               | Ugrás            | 17,45     | =93.      | kiesett  | kiesett  |
| Andrzej Konopka                                                                               | Korlát           | 18,35     | =46.      | kiesett  | kiesett  |
| Andrzej Konopka                                                                               | Nyújtó           | 18,50     | =38.      | kiesett  | kiesett  |
| Andrzej Konopka                                                                               | Gyűrű            | 18,45     | =43.      | kiesett  | kiesett  |
| Andrzej Konopka                                                                               | Lólengés         | 17,95     | =62.      | kiesett  | kiesett  |
| Andrzej Konopka                                                                               | Egyéni összetett |           |           | 109,20   | 46.      |
| Alfred Kucharczyk                                                                             | Talaj            | 18,70     | =19.      | kiesett  | kiesett  |
| Alfred Kucharczyk                                                                             | Ugrás            | 17,95     | =58.      | kiesett  | kiesett  |
| Alfred Kucharczyk                                                                             | Korlát           | 18,25     | =52.      | kiesett  | kiesett  |
| Alfred Kucharczyk                                                                             | Nyújtó           | 18,25     | =56.      | kiesett  | kiesett  |
| Alfred Kucharczyk                                                                             | Gyűrű            | 17,60     | =88.      | kiesett  | kiesett  |
| Alfred Kucharczyk                                                                             | Lólengés         | 17,95     | =62.      | kiesett  | kiesett  |
| Alfred Kucharczyk                                                                             | Egyéni összetett |           |           | 108,70   | =56.     |
| Józef Rajnisz                                                                                 | Talaj            | 17,35     | =92.      | kiesett  | kiesett  |
| Józef Rajnisz                                                                                 | Ugrás            | 17,70     | =73.      | kiesett  | kiesett  |
| Józef Rajnisz                                                                                 | Korlát           | 17,05     | =99.      | kiesett  | kiesett  |
| Józef Rajnisz                                                                                 | Nyújtó           | 18,05     | =65.      | kiesett  | kiesett  |
| Józef Rajnisz                                                                                 | Gyűrű            | 18,70     | =30.      | kiesett  | kiesett  |
| Józef Rajnisz                                                                                 | Lólengés         | 18,50     | =33.      | kiesett  | kiesett  |
| Józef Rajnisz                                                                                 | Egyéni összetett |           |           | 107,35   | 72.      |
| Aleksander Rokosa                                                                             | Talaj            | 18,20     | =52.      | kiesett  | kiesett  |
| Aleksander Rokosa                                                                             | Ugrás            | 16,55     | 112.      | kiesett  | kiesett  |
| Aleksander Rokosa                                                                             | Korlát           | 18,55     | =35.      | kiesett  | kiesett  |
| Aleksander Rokosa                                                                             | Nyújtó           | 17,40     | =93.      | kiesett  | kiesett  |
| Aleksander Rokosa                                                                             | Gyűrű            | 18,60     | =36.      | kiesett  | kiesett  |
| Aleksander Rokosa                                                                             | Lólengés         | 17,50     | =80.      | kiesett  | kiesett  |
| Aleksander Rokosa                                                                             | Egyéni összetett |           |           | 106,80   | 74.      |
| Ernest Hawełek Jerzy Jokiel Andrzej Konopka Alfred Kucharczyk Józef Rajnisz Aleksander Rokosa | Csapat összetett |           |           | 546,60   | 10.      |

Női
| Versenyző                                                                                       | Versenyszám      | Selejtező | Selejtező | Döntő    | Döntő    |
| Versenyző                                                                                       | Versenyszám      | Pontszám  | Helyezés  | Pontszám | Helyezés |
| ----------------------------------------------------------------------------------------------- | ---------------- | --------- | --------- | -------- | -------- |
| Brygida Dziuba                                                                                  | Talaj            | 18,800    | =21.      | kiesett  | kiesett  |
| Brygida Dziuba                                                                                  | Ugrás            | 17,933    | =40.      | kiesett  | kiesett  |
| Brygida Dziuba                                                                                  | Felemás korlát   | 17,899    | =62.      | kiesett  | kiesett  |
| Brygida Dziuba                                                                                  | Gerenda          | 17,266    | =61.      | kiesett  | kiesett  |
| Brygida Dziuba                                                                                  | Egyéni összetett |           |           | 71,898   | 52.      |
| Barbara Eustachiewicz                                                                           | Talaj            | 18,600    | =33.      | kiesett  | kiesett  |
| Barbara Eustachiewicz                                                                           | Ugrás            | 17,999    | =36.      | kiesett  | kiesett  |
| Barbara Eustachiewicz                                                                           | Felemás korlát   | 18,466    | =37.      | kiesett  | kiesett  |
| Barbara Eustachiewicz                                                                           | Gerenda          | 18,233    | =28.      | kiesett  | kiesett  |
| Barbara Eustachiewicz                                                                           | Egyéni összetett |           |           | 73,298   | =24.     |
| Natalia Kot                                                                                     | Talaj            | 19,066    | =12.      | kiesett  | kiesett  |
| Natalia Kot                                                                                     | Ugrás            | 18,466    | =13.      | kiesett  | kiesett  |
| Natalia Kot                                                                                     | Felemás korlát   | 18,999    | =9.       | kiesett  | kiesett  |
| Natalia Kot                                                                                     | Gerenda          | 18,333    | =21.      | kiesett  | kiesett  |
| Natalia Kot                                                                                     | Egyéni összetett |           |           | 74,864   | 12.      |
| Eryka Mondry-Kost                                                                               | Talaj            | 18,566    | =35.      | kiesett  | kiesett  |
| Eryka Mondry-Kost                                                                               | Ugrás            | 17,699    | 54.       | kiesett  | kiesett  |
| Eryka Mondry-Kost                                                                               | Felemás korlát   | 18,199    | 47.       | kiesett  | kiesett  |
| Eryka Mondry-Kost                                                                               | Gerenda          | 18,300    | =26.      | kiesett  | kiesett  |
| Eryka Mondry-Kost                                                                               | Egyéni összetett |           |           | 72,764   | 32.      |
| Gizela Niedurny                                                                                 | Talaj            | 18,832    | 20.       | kiesett  | kiesett  |
| Gizela Niedurny                                                                                 | Ugrás            | 17,866    | =44.      | kiesett  | kiesett  |
| Gizela Niedurny                                                                                 | Felemás korlát   | 18,966    | =11.      | kiesett  | kiesett  |
| Gizela Niedurny                                                                                 | Gerenda          | 16,983    | 75.       | kiesett  | kiesett  |
| Gizela Niedurny                                                                                 | Egyéni összetett |           |           | 72,647   | 37.      |
| Danuta Nowak                                                                                    | Talaj            | 19,066    | =12.      | kiesett  | kiesett  |
| Danuta Nowak                                                                                    | Ugrás            | 18,099    | =29.      | kiesett  | kiesett  |
| Danuta Nowak                                                                                    | Felemás korlát   | 18,533    | 33.       | kiesett  | kiesett  |
| Danuta Nowak                                                                                    | Gerenda          | 18,232    | 32.       | kiesett  | kiesett  |
| Danuta Nowak                                                                                    | Egyéni összetett |           |           | 73,930   | 17.      |
| Brygida Dziuba Barbara Eustachiewicz Natalia Kot Eryka Mondry-Kost Gizela Niedurny Danuta Nowak | Csapat összetett |           |           | 368,620  | 5.       |

## Úszás
Férfi
| Versenyző                                                | Versenyszám          | Előfutam | Előfutam | Előfutam | Elődöntő | Elődöntő | Elődöntő | Döntő   | Döntő    |
| Versenyző                                                | Versenyszám          | Idő      | Hely.    | Össz.    | Idő      | Hely.    | Össz.    | Idő     | Helyezés |
| -------------------------------------------------------- | -------------------- | -------- | -------- | -------- | -------- | -------- | -------- | ------- | -------- |
| Bernard Aluchna                                          | 100 m gyors          | 57,9     | 4.       | 19.**    | 57,8     | 6.       | 15.*     | kiesett | kiesett  |
| Andrzej Salamon                                          | 100 m gyors          | 56,5     | 2.       | 5.*      | 56,9     | 3.       | 10.      | kiesett | kiesett  |
| Jan Lutomski                                             | 400 m gyors          | 4:42,8   | 5.       | 27.      |          |          |          | kiesett | kiesett  |
| Jerzy Tracz                                              | 400 m gyors          | 4:38,6   | 3.       | 19.      |          |          |          | kiesett | kiesett  |
| Andrzej Kłopotowski                                      | 200 m mell           | 2:41,4   | 2.       | 10.      | 2:40,8   | 4.       | 8.       | 2:41,2  | 7.       |
| Andrzej Salamon Bernard Aluchna Jerzy Tracz Jan Lutomski | 4 × 200 m gyorsváltó | 8:32,0   | 5.       | 9.       |          |          |          | kiesett | kiesett  |

* - egy másik versenyzővel azonos időt ért el

** - két másik versenyzővel azonos időt ért el

## Vívás
Férfi
| Versenyző                                                                                     | Versenyszám       | Csoportkör | Csoportkör | Csoportkör | Csoportkör | Csoportkör | Csoportkör       | Csoportkör | Csoportkör       | Csoportkör | Csoportkör       | Helyezés    |
| Versenyző                                                                                     | Versenyszám       | 1. kör | 1. kör     | 2. kör | 2. kör     | Negyeddöntő | Negyeddöntő      | Elődöntő | Elődöntő         | Döntő | Döntő            | Helyezés    |
| Versenyző                                                                                     | Versenyszám       | Ellenfél Eredmény | Hely.      | Ellenfél Eredmény | Hely.      | Ellenfél Eredmény | Hely.            | Ellenfél Eredmény | Hely.            | Ellenfél Eredmény | Hely.            | Helyezés    |
| --------------------------------------------------------------------------------------------- | ----------------- | --- | ---------- | --- | ---------- | --- | ---------------- | --- | ---------------- | --- | ---------------- | ----------- |
| Ryszard Parulski                                                                              | Tőr, egyéni       | 10. csoport · Albert Axelrod (USA) · 5-1 · Jaime Duque (COL) · 5-3 · Claudio Polledri (SUI) · 5-4 · Abderraouf El-Fassy (MAR) · 5-1 · Eberhard Mehl (EUA) · 0-5                                                                            | 2.         | 5. csoport · Alberto Pellegrino (ITA) · 5-2 · Jean Cerottini (SUI) · 5-2 · Enrique González (ESP) · 5-2 · Christian d’Oriola (FRA) · 2-5 · Tănase Mureșanu (ROU) · 3-5     | 3.         | 2. csoport · Mark Midler (URS) · 5-2 · Luigi Carpaneda (ITA) · 5-1 · Eugene Glazer (USA) · 5-2 · Jürgen Brecht (EUA) · 5-2 · Christian d’Oriola (FRA) · 3-5                                                                       | 1.               | 1. csoport · Witold Woyda (POL) · 5-4 · Viktor Zsdanovics (URS) · 5-3 · Albert Axelrod (USA) · 3-5 · Christian d’Oriola (FRA) · 2-5 · Fülöp Mihály (HUN) · 1-5 · Rájátszás: · Christian d’Oriola (FRA) · 0-5 · Fülöp Mihály (HUN) · nem vívtak | 6. Rájátszás: 3. | kiesett | kiesett          | helyezetlen |
| Janusz Różycki                                                                                | Tőr, egyéni       | 4. csoport · Eugene Glazer (USA) · 5-4 · Luis García (VEN) · 5-2 · Gilbert Orengo (MON) · 5-2 · Göran Abrahamsson (SWE) · 5-2 · Kamuti Jenő (HUN) · 3-5 · Jesús Díez (ESP) · nem vívtak                                                    | 1.         | 4. csoport · Jean Link (LUX) · 5-3 · Brian McCowage (AUS) · 5-2 · Tim Gerresheim (EUA) · 2-5 · Mark Midler (URS) · 3-5 · Luigi Carpaneda (ITA) · nem vívtak                | 4.         | 3. csoport · Roger Closset (FRA) · 5-3 · Tim Gerresheim (EUA) · 5-3 · Jesús Gruber (VEN) · 5-3 · Alberto Pellegrino (ITA) · 1-5 · Viktor Zsdanovics (URS) · nem vívtak                                                            | 2.               | 2. csoport · Mark Midler (URS) · 5-2 · Eberhard Mehl (EUA) · 5-0 · Jurij Sziszikin (URS) · 3-5 · Roger Closset (FRA) · 3-5 · Bill Hoskyns (GBR) · 1-5 · Rájátszás: · Bill Hoskyns (GBR) · 1-5                                                  | 5.               | kiesett | kiesett          | helyezetlen |
| Witold Woyda                                                                                  | Tőr, egyéni       | 9. csoport · Luigi Carpaneda (ITA) · 5-2 · Roger Closset (FRA) · 5-1 · Robert Schiel (LUX) · 5-2 · Norbert Brami (TUN) · 5-3 | 1.         | 2. csoport · Jurij Sziszikin (URS) · 5-1 · Mario Curletto (ITA) · 5-3 · Ralph Cooperman (GBR) · 5-1 · Ion Drîmbă (ROU) · 5-4 · Jürgen Brecht (EUA) · nem vívtak            | 1.         | 1. csoport · Bill Hoskyns (GBR) · 5-3 · Mario Curletto (ITA) · 5-2 · Jurij Sziszikin (URS) · 3-5 · Kamuti Jenő (HUN) · 3-5 · André Verhalle (BEL) · 3-5 · Rájátszás: · Kamuti Jenő (HUN) · 5-1 · Mario Curletto (ITA) · 4-5       | 3. Rájátszás: 1. | 1. csoport · Albert Axelrod (USA) · 5-1 · Christian d’Oriola (FRA) · 5-3 · Fülöp Mihály (HUN) · 5-3 · Ryszard Parulski (POL) · 4-5 · Viktor Zsdanovics (URS) · 4-5                                                                             | 2.               | Döntő csoport · Jurij Sziszikin (URS) · 5-3 · Bill Hoskyns (GBR) · 5-3 · Christian d’Oriola (FRA) · 5-2 · Viktor Zsdanovics (URS) · 2-5 · Albert Axelrod (USA) · 3-5 · Mark Midler (URS) · 4-5 · Roger Closset (FRA) · nem vívtak · Rájátszás: 3.-5. helyért · Mark Midler (URS) · 5-2 · Albert Axelrod (USA) · 4-5                           | 4. Rájátszás: 2. | 4.          |
| Wiesław Glos                                                                                  | Párbajtőr, egyéni | 10. csoport · Adalbert Gurath Jr. (ROU) · 5-2 · Norbert Brami (TUN) · 5-1 · José de Albuquerque (POR) · 5-1 · Tsugeo Ozawa (JPN) · 5-0 · Eddi Gutenkauf (LUX) · 3-5 · James Margolis (USA) · 1-5 · Rájátszás: · James Margolis (USA) · 5-3 | 2.         | 2. csoport · Roger Achten (BEL) · 5-0 · Alberto Balestrini (ARG) · 5-3 · Brian Pickworth (NZL) · 5-3 · Alberto Pellegrino (ITA) · 3-5 · Sákovics József (HUN) · nem vívtak | 3.         | 3. csoport · Paul Gnaier (EUA) · 5-4 · Giuseppe Delfino (ITA) · 4-5 · Kausz István (HUN) · 4-5 · Berndt-Otto Rehbinder (SWE) · 5-6 · Jacques Guittet (FRA) · nem vívtak                                                           | 5.               | kiesett | kiesett          | kiesett | kiesett          | helyezetlen |
| Bohdan Gonsior                                                                                | Párbajtőr, egyéni | 1. csoport · Brian Pickworth (NZL) · 5-1 · Raoul Barouch (TUN) · 5-2 · Charles El-Gressy (MAR) · 5-3 · Jacques Guittet (FRA) · 3-5 · Emilio Echeverry (COL) · 4-5 · Rájátszás: · Emilio Echeverry (COL) · 5-4                              | 3.         | 5. csoport · Paul Gnaier (EUA) · 5-1 · John Pelling (GBR) · 5-1 · Eddi Gutenkauf (LUX) · 5-4 · Bruno Habārovs (URS) · 5-6 · Kausz István (HUN) · 1-5                       | 4.         | 2. csoport · Georg Neuber (EUA) · 5-2 · Bill Hoskyns (GBR) · 5-2 · Alberto Pellegrino (ITA) · 2-5 · Yves Dreyfus (FRA) · 1-5 · Guram Kosztava (URS) · 3-5                                                                         | 4.               | kiesett | kiesett          | kiesett | kiesett          | helyezetlen |
| Janusz Kurczab                                                                                | Párbajtőr, egyéni | 6. csoport · Robert Schiel (LUX) · 5-3 · Abbes Harchi (MAR) · 5-2 · Christopher Bland (IRL) · 6-5 · John Simpson (AUS) · 5-2 · Jules Amez-Droz (SUI) · 1-5 · Bruno Habārovs (URS) · nem vívtak                                             | 2.         | 6. csoport · Bill Hoskyns (GBR) · 5-0 · Armand Mouyal (FRA) · 5-1 · Jules Amez-Droz (SUI) · 5-2 · Ibrahim Osman (LIB) · 5-3 · Adalbert Gurath Jr. (ROU) · 0-5              | 1.         | 1. csoport · Bruno Habārovs (URS) · 5-2 · Gábor Tamás (HUN) · 5-2 · Göran Abrahamsson (SWE) · 5-4 · Giovanni Battista Breda (ITA) · 2-5 · Allan Jay (GBR) · 3-5 · Rájátszás: · Allan Jay (GBR) · 0-5 · Bruno Habārovs (URS) · 1-5 | 4. Rájátszás: 3. | kiesett | kiesett          | kiesett | kiesett          | helyezetlen |
| Jerzy Pawłowski                                                                               | Kard, egyéni      | 4. csoport · José Van Baelen (BEL) · 5-1 · Josef Wanetschek (AUT) · 5-3 · Benito Ramos (MEX) · 5-2 · César de Diego (ESP) · 5-3 · Luis García (VEN) · 5-1                                                                                  | 1.         | 4. csoport · Jürgen Theuerkauff (EUA) · 5-2 · Nugzar Aszatiani (URS) · 5-0 · Aleksandar Vasin (YUG) · 5-1 · Dumitru Mustață (ROU) · 5-3 · Jacques Lefèvre (FRA) · 4-5      | 2.         | 1. csoport · Claude Arabo (FRA) · 5-1 · Asen Dyakovski (BUL) · 5-3 · Jürgen Theuerkauff (EUA) · 5-2 · Allan Kwartler (USA) · 5-3 · David Tisler (URS) · 1-5                                                                       | 2.               | 2. csoport · Horváth Zoltán (HUN) · 5-3 · Wladimiro Calarese (ITA) · 5-1 · Jakov Rilszkij (URS) · 5-4 · Jacques Roulot (FRA) · 5-2 · Gerevich Aladár (HUN) · 4-5                                                                               | 1.               | Döntő csoport · Horváth Zoltán (HUN) · 5-3 · Wojciech Zabłocki (POL) · 5-3 · Jakov Rilszkij (URS) · 5-2 · Kárpáti Rudolf (HUN) · 4-5 · Wladimiro Calarese (ITA) · 3-5 · Claude Arabo (FRA) · 3-5 · David Tisler (URS) · 3-5 | 6.               | 6.          |
| Wojciech Zabłocki                                                                             | Kard, egyéni      | 11. csoport · Juan Paladino (URU) · 5-2 · Pierluigi Chicca (ITA) · 5-2 · Jushar Haschja (INA) · 5-0 · Michael Amberg (GBR) · 5-3 · Brian Pickworth (NZL) · 5-0                                                                             | 1.         | 3. csoport · Walter Köstner (EUA) · 5-2 · Helmuth Resch (AUT) · 5-2 · Emeric Arus (ROU) · 5-3 · Asen Dyakovski (BUL) · 4-5 · Jakov Rilszkij (URS) · nem vívtak             | 2.         | 3. csoport · Jacques Roulot (FRA) · 5-1 · Teodoro Goliardi (URU) · 5-2 · Nugzar Aszatiani (URS) · 5-3 · Walter Köstner (EUA) · 5-3 · Gerevich Aladár (HUN) · 3-5                                                                  | 1.               | 1. csoport · Roberto Ferrari (ITA) · 5-4 · Ladislau Rohony (ROU) · 5-3 · Kárpáti Rudolf (HUN) · 4-5 · Claude Arabo (FRA) · 2-5 · David Tisler (URS) · 3-5 · Rájátszás: · Roberto Ferrari (ITA) · 5-4                                           | 4.               | Döntő csoport · Horváth Zoltán (HUN) · 5-2 · Wladimiro Calarese (ITA) · 5-4 · David Tisler (URS) · 5-1 · Jakov Rilszkij (URS) · 5-4 · Kárpáti Rudolf (HUN) · 0-5 · Claude Arabo (FRA) · 4-5 · Jerzy Pawłowski (POL) · 3-5 · Rájátszás: 2.-5. helyért · Horváth Zoltán (HUN) · 2-5 · Wladimiro Calarese (ITA) · 3-5 · Claude Arabo (FRA) · 4-5 | 5. Rájátszás: 4. | 5.          |
| Ryszard Zub                                                                                   | Kard, egyéni      | 3. csoport · Borisz Sztavrev (BUL) · 5-3 · Tsugeo Ozawa (JPN) · 5-3 · Jacques Ben Gualid (MAR) · 5-2 · Jürgen Theuerkauff (EUA) · 4-5 | 2.         | 6. csoport · David Tisler (URS) · 5-2 · Marcel Van Der Auwera (BEL) · 5-3 · Pierluigi Chicca (ITA) · 5-3 · Josef Wanetschek (AUT) · 5-3 · Allan Kwartler (USA) · 4-5       | 1.         | 2. csoport · Jakov Rilszkij (URS) · 5-4 · Alfonso Morales (USA) · 5-3 · Roberto Ferrari (ITA) · 2-5 · Horváth Zoltán (HUN) · 1-5 · Marcel Van Der Auwera (BEL) · 4-5                                                              | 4.               | kiesett | kiesett          | kiesett | kiesett          | helyezetlen |
| Egon Franke Ryszard Kunze Ryszard Parulski Janusz Różycki Witold Woyda                        | Tőr, csapat       | 6. csoport · Egyesült Államok (USA) · 4-9 · Marokkó (MAR) · 16-0 | 2.         | Egyesült Arab Köztársaság (RAU) · 9-3 |            | Szovjetunió (URS) · 6-9 |                  | kiesett |                  | kiesett |                  | =5.         |
| Wiesław Glos Bohdan Gonsior Andrzej Kryński Janusz Kurczab Jerzy Strzałka                     | Párbajtőr, csapat | 7. csoport · Belgium (BEL) · 8-8 · Spanyolország (ESP) · 9-7 | =1.        | Luxemburg (LUX) · 8 (62)-8 (61) |            | kiesett |                  | kiesett |                  | kiesett |                  | =9.         |
| Marian Kuszewski Emil Ochyra Jerzy Pawłowski Andrzej Piątkowski Wojciech Zabłocki Ryszard Zub | Kard, csapat      | 2. csoport · Ausztria (AUT) · 9-3 · Japán (JPN) · 14-2 | 1.         | erőnyerő |            | Egyesült Német Csapat (EUA) · 9-2 |                  | Egyesült Államok (USA) · 9-3 |                  | Magyarország (HUN) · 7-9 |                  |             |

Női
| Versenyző                                                                                                | Versenyszám | Csoportkör | Csoportkör | Csoportkör | Csoportkör  | Csoportkör | Csoportkör | Csoportkör | Csoportkör | Helyezés    |
| Versenyző                                                                                                | Versenyszám | 1. kör | 1. kör     | Negyeddöntő | Negyeddöntő | Elődöntő | Elődöntő   | Döntő | Döntő      | Helyezés    |
| Versenyző                                                                                                | Versenyszám | Ellenfél Eredmény | Hely.      | Ellenfél Eredmény | Hely.       | Ellenfél Eredmény | Hely.      | Ellenfél Eredmény | Hely.      | Helyezés    |
| --- | ----------- | --- | ---------- | --- | ----------- | --- | ---------- | --- | ---------- | ----------- |
| Wanda Fukała-Kaczmarczyk                                                                                 | Tőr, egyéni | 7. csoport · Szabó Orbán Olga (ROU) · 0-4 · Nina Kleijweg (NED) · 1-4 · Antonella Ragno (ITA) · 2-4 · Marie Melchers (BEL) · nem vívtak · Zus Undapp (INA) · nem vívtak | 5.         | kiesett | kiesett     | kiesett | kiesett    | kiesett | kiesett    | helyezetlen |
| Sylwia Julito                                                                                            | Tőr, egyéni | 2. csoport · Dömölky Lídia (HUN) · 4-2 · Maria Grötzer (AUT) · 4-1 · Marjatta Moulin (FIN) · 4-2 · Belkis Leal (VEN) · 4-0 · Janice-Lee York-Romary (USA) · 0-4         | 1.         | 1. csoport · Elly Botbijl (NED) · 4-2 · Maria Vicol (ROU) · 0-4 · Valentyina Rasztvorova (URS) · 2-4 · Rejtő Ildikó (HUN) · 3-4 · Antonella Ragno (ITA) · nem vívtak                              | 5.          | kiesett | kiesett    | kiesett | kiesett    | helyezetlen |
| Elżbieta Pawlas                                                                                          | Tőr, egyéni | 4. csoport · Irene Camber (ITA) · 4-0 · Margaret Stafford (GBR) · 4-2 · Helga Gnauer (AUT) · 4-3 · Ingrid Sander (VEN) · 4-0 · Monique Leroux (FRA) · 1-4               | 1.         | 3. csoport · Gillian Sheen (GBR) · 4-2 · Dömölky Lídia (HUN) · 4-2 · Nina Kleijweg (NED) · 4-2 · Jacqueline Appart (BEL) · 4-2 · Catherine Delbarre (FRA) · 1-4 · Ecaterina Orb-Lazăr (ROU) · 2-4 | 2.          | 1. csoport · Valentyina Rasztvorova (URS) · 4-2 · Nyári Magda (HUN) · 4-1 · Ecaterina Orb-Lazăr (ROU) · 4-1 · Heidi Schmid (EUA) · nem vívtak · Szabó Orbán Olga (ROU) · nem vívtak | 2.         | Döntő csoport · Heidi Schmid (EUA) · 4-2 · Pilar Roldán (MEX) · 4-0 · Valentyina Rasztvorova (URS) · 0-4 · Maria Vicol (ROU) · 1-4 · Galina Gorohova (URS) · 0-4 · Szabó Orbán Olga (ROU) · 2-4 · Traudl Ebert (AUT) · 3-4 | 6.         | 6.          |
| Wanda Fukała-Kaczmarczyk Sylwia Julito Genowefa Migas-Stawarz Barbara Orzechowska-Ryszel Elżbieta Pawlas | Tőr, csapat | 4. csoport · Franciaország (FRA) · 9-6 · Egyesült Államok (USA) · 8-8                                                                                                   | 1.         | Olaszország (ITA) · 5-9 |             | kiesett |            | kiesett |            | =5.         |